# レーニン広場 (ユジノサハリンスク)
レーニン広場（レーニンひろば）は、1970年にウラジーミル・レーニンの生誕100周年を記念し、ソビエト連邦サハリン州のユジノサハリンスク駅（旧豊原駅）前に作られた広場である。
2010年にはリニューアル工事が施され、噴水広場が設けられたことで、多くの市民が集う交流の場になっている。